# Discografia di Rick Astley
La seguente è una discografia comprensiva del cantante britannico Rick Astley.

## Album in studio
| Anno                                                                                               | Titolo | Classifiche | Classifiche | Classifiche | Classifiche | Classifiche | Classifiche | Classifiche | Classifiche | Classifiche | Classifiche | Classifiche | Classifiche | Certificazioni                                      |
| Anno                                                                                               | Titolo | UK          | AUS         | AUT         | CAN         | GER         | ITA         | NLD         | NOR         | NZ          | SWE         | SWI         | US          | Certificazioni                                      |
| -------------------------------------------------------------------------------------------------- | --- | ----------- | ----------- | ----------- | ----------- | ----------- | ----------- | ----------- | ----------- | ----------- | ----------- | ----------- | ----------- | --------------------------------------------------- |
| 1987                                                                                               | Whenever You Need Somebody - Pubblicato il 16 novembre 1987 - Etichetta: RCA Records - Formati: LP, CD, MC     | 1           | 1           | 3           | 2           | 1           | 2           | 2           | 4           | 3           | 2           | 2           | 10          | - CAN: 4× Platino - UK: 4× Platino - US: 2× Platino |
| 1988                                                                                               | Hold Me in Your Arms - Pubblicato il 26 novembre 1988 - Etichetta: RCA Records - Formati: LP, CD, MC           | 8           | 19          | 30          | 3           | 3           | 3           | 42          | –           | 28          | 7           | 11          | 19          | - CAN: 2× Platino - UK: Platino - US: Oro           |
| 1991                                                                                               | Free - Pubblicato il 12 marzo 1991 - Etichetta: RCA Records - Formati: LP, CD, MC                              | 9           | 20          | 24          | 17          | 8           | 18          | 23          | –           | –           | 16          | 26          | 31          | - UK: Oro                                           |
| 1993                                                                                               | Body & Soul - Pubblicato il 28 settembre 1993 - Etichetta: RCA Records - Formati: CD, MC                       | –           | –           | –           | –           | –           | 28          | –           | –           | –           | –           | –           | 185         |                                                     |
| 2001                                                                                               | Keep It Turned On[c] - Pubblicato il 3 dicembre 2001 - Etichetta: Polydor Records/Cruz Music - Formati: CD, LP | –           | –           | –           | –           | 56          | –           | –           | –           | –           | –           | –           | –           |                                                     |
| 2005                                                                                               | Portrait - Pubblicato il 17 ottobre 2005 - Etichetta: RCA Records - Formati: CD                                | 26          | –           | –           | –           | –           | –           | –           | –           | –           | –           | –           | –           |                                                     |
| 2016                                                                                               | 50 - Pubblicato il 10 giugno 2016 - Etichetta: BMG - Formati: CD, LP, download digitale                        | 1           | –           | 72          | –           | 42          | –           | 65          | –           | –           | –           | 44          | –           | - UK: Oro                                           |
| 2016                                                                                               | Beautiful Life - Pubblicato il 13 luglio 2018 - Etichetta: BMG - Formati: CD, LP, download digitale            | 6           | –           | 70          | –           | 40          | –           | –           | –           | –           | –           | 44          | –           | - UK: Argento                                       |
| "—" indica una pubblicazione che non si è classificata o che non è stata pubblicata in quel Paese. | |             |             |             |             |             |             |             |             |             |             |             |             |                                                     |

## Raccolte
| Anno | Titolo                                                                    | Classifiche | Certificazioni |
| Anno | Titolo                                                                    | UK          | Certificazioni |
| ---- | ------------------------------------------------------------------------- | ----------- | -------------- |
| 2000 | Together Forever - Greatest Hits and More... - Etichetta: RCA Records     | –           |                |
| 2002 | Greatest Hits - Etichetta: BMG                                            | 16          | - UK: Oro      |
| 2003 | The Best of Rick Astley - Never Gonna Give You Up - Etichetta: BMG        | –           |                |
| 2004 | Love Songs - Etichetta: BMG                                               | –           |                |
| 2004 | The Platinum and Gold Collection: Rick Astley - Etichetta: Arista Records | –           |                |
| 2004 | Artist Collection: Rick Astley - Etichetta: BMG                           | –           |                |
| 2006 | Collections - Etichetta: BMG                                              | –           |                |
| 2007 | Together Forever - The Best of Rick Astley - Etichetta: Music Club        | –           |                |
| 2008 | Ultimate Collection - Etichetta: BMG                                      | 17          |                |
| 2008 | Playlist: The Very Best of Rick Astley - Etichetta: BMG                   | –           |                |
| 2014 | The Best Of - Etichetta: Camden, Sony Music                               | —           |                |
| 2014 | Greatest Hits - Etichetta: RCA Records                                    | –           |                |
| 2019 | The Best of Me - Etichetta: BMG Rights Management                         | –           |                |

## Singoli
| Anno | Singolo                                         | Classifiche | Classifiche | Classifiche | Classifiche | Classifiche | Classifiche | Classifiche | Classifiche | Classifiche | Classifiche | Classifiche | Classifiche | Classifiche | Classifiche | Certificazioni                 | Album di provenienza        |
| Anno | Singolo                                         | UK          | AUS         | AUT         | BEL         | CAN         | GER         | IRL         | ITA         | NLD         | NOR         | NZ          | SWE         | SWI         | US          | Certificazioni                 | Album di provenienza        |
| ---- | ----------------------------------------------- | ----------- | ----------- | ----------- | ----------- | ----------- | ----------- | ----------- | ----------- | ----------- | ----------- | ----------- | ----------- | ----------- | ----------- | ------------------------------ | --------------------------- |
| 1987 | Never Gonna Give You Up                         | 1           | 1           | 4           | 1           | 1           | 1           | 2           | 2           | 1           | 1           | 1           | 1           | 2           | 1           | - CAN: Oro - UK: Oro - US: Oro | Whenever You Need Somebody  |
| 1987 | Whenever You Need Somebody[a]                   | 3           | 3           | 4           | 2           | –           | 1           | 3           | 4           | 2           | 2           | 9           | 1           | 1           | –           |                                | Whenever You Need Somebody  |
| 1987 | When I Fall in Love/My Arms Keep Missing You[a] | 2           | 5           | 21          | 1           | –           | 6           | 2           | 9           | 3           | –           | 25          | 12          | 14          | –           | - UK: Argento                  | Whenever You Need Somebody  |
| 1988 | Together Forever                                | 2           | 19          | 10          | 2           | 1           | 5           | 1           | 3           | 12          | –           | 10          | –           | 14          | 1           | - CAN: Oro                     | Whenever You Need Somebody  |
| 1988 | It Would Take a Strong Strong Man[b]            | –           | –           | –           | –           | 1           | –           | –           | –           | –           | –           | –           | –           | –           | 10          |                                | Whenever You Need Somebody  |
| 1988 | She Wants to Dance with Me                      | 6           | 15          | –           | 3           | 1           | 10          | 4           | 7           | 8           | –           | 10          | 12          | 12          | 6           |                                | Hold Me in Your Arms        |
| 1988 | Take Me to Your Heart[a]                        | 8           | 41          | –           | 11          | –           | 10          | 5           | 3           | 11          | –           | 43          | 10          | 16          | –           |                                | Hold Me in Your Arms        |
| 1989 | Hold Me in Your Arms[a]                         | 10          | 77          | –           | 25          | –           | 32          | 7           | –           | 35          | –           | –           | –           | –           | –           |                                | Hold Me in Your Arms        |
| 1989 | Giving Up on Love[b]                            | –           | –           | –           | –           | 45          | –           | –           | –           | –           | –           | –           | –           | –           | 38          |                                | Hold Me in Your Arms        |
| 1989 | Ain't Too Proud to Beg[b]                       | –           | –           | –           | –           | –           | –           | –           | –           | –           | –           | –           | –           | –           | 89          |                                | Hold Me in Your Arms        |
| 1991 | Cry for Help                                    | 7           | 13          | 22          | 5           | 4           | 14          | 9           | 13          | 11          | –           | –           | 17          | –           | 7           |                                | Free                        |
| 1991 | Move Right Out                                  | 58          | 110         | –           | –           | 36          | 52          | –           | 33          | 66          | –           | –           | –           | –           | 81          |                                | Free                        |
| 1991 | Never Knew Love                                 | 70          | –           | –           | 42          | –           | –           | –           | –           | –           | –           | –           | –           | –           | –           |                                | Free                        |
| 1993 | The Ones You Love                               | 48          | 132         | –           | –           | 54          | 54          | –           | –           | –           | –           | –           | –           | –           | –           |                                | Body & Soul                 |
| 1993 | Hopelessly                                      | 33          | –           | –           | –           | 8           | –           | –           | –           | –           | –           | –           | –           | –           | 28          |                                | Body & Soul                 |
| 2001 | Sleeping[c]                                     | –           | –           | –           | –           | –           | 60          | –           | –           | –           | –           | –           | –           | 69          | –           |                                | Keep It Turned On           |
| 2002 | Keep It Turned On[c]                            | –           | –           | –           | –           | –           | –           | –           | –           | –           | –           | –           | –           | –           |             |                                | Keep It Turned On           |
| 2008 | Never Gonna Give You Up (ripubblicazione)       | 73          | –           | –           | –           | –           | –           | –           | –           | –           | –           | –           | –           | –           | –           |                                | Nessun album di provenienza |
| 2010 | Lights Out[d]                                   | 97          | –           | –           | –           | –           | –           | –           | –           | –           | –           | –           | –           | –           | –           |                                | Nessun album di provenienza |
| 2012 | Goodbye But Not the End[d]                      | –           | –           | –           | –           | –           | –           | –           | –           | –           | –           | –           | –           | –           | –           |                                | Nessun album di provenienza |
| 2016 | Keep Singing[d]                                 | 127         | –           | –           | –           | –           | –           | –           | –           | –           | –           | –           | –           | –           | –           |                                | 50                          |
| 2016 | Angels on My Side[d]                            | –           | –           | –           | –           | –           | –           | –           | –           | –           | –           | –           | –           | –           | –           |                                | 50                          |
| 2016 | Dance                                           | –           | –           | –           | –           | –           | –           | –           | –           | –           | –           | –           | –           | –           | –           |                                | 50                          |
| 2018 | Beautiful Life                                  | –           | –           | 19          | –           | –           | –           | –           | –           | –           | –           | –           | –           | –           | –           |                                | Beautiful Life              |
| 2018 | Empty Heart                                     | –           | –           | –           | –           | –           | –           | –           | –           | –           | –           | –           | –           | –           | –           |                                | Beautiful Life              |
| 2018 | Try                                             | –           | –           | –           | –           | –           | –           | –           | –           | –           | –           | –           | –           | –           | –           |                                | Beautiful Life              |
| 2018 | She Makes Me                                    | –           | –           | –           | –           | –           | –           | –           | –           | –           | –           | –           | –           | –           | –           |                                | Beautiful Life              |
| 2019 | Giant                                           | –           | –           | 19          | –           | –           | –           | –           | –           | –           | –           | –           | –           | –           | –           |                                | Nessun album di provenienza |
| 2019 | Every One of Us                                 | –           | –           | 77          | –           | –           | –           | –           | –           | –           | –           | –           | –           | –           | –           |                                | The Best of Me              |
| 2020 | Love this Christmas                             | –           | –           | –           | –           | –           | –           | –           | –           | –           | –           | –           | –           | –           | –           |                                | Nessun album di provenienza |
| 2021 | Unwanted                                        | –           | –           | –           | –           | –           | –           | –           | –           | –           | –           | –           | –           | –           | –           |                                | Nessun album di provenienza |

Note
^a Non distribuito in Nord America.

^b Non distribuito nel Regno Unito.

^c Distribuito solo in Germania e Svizzera.

^d Distribuito solo nel Regno Unito.

## Video musicali
| Anno | Titolo                     | Regista         |
| ---- | -------------------------- | --------------- |
| 1987 | Never Gonna Give You Up    | Simon West      |
| 1987 | Whenever You Need Somebody | —               |
| 1988 | Together Forever           | Mike Brady      |
| 1988 | She Wants to Dance with Me | —               |
| 1988 | Take Me to Your Heart      | —               |
| 1989 | Giving Up on Love          | —               |
| 1989 | Hold Me in Your Arms       | —               |
| 1991 | Cry for Help               | —               |
| 1993 | Hopelessly                 | Greg Masuak     |
| 2001 | Sleeping                   | —               |
| 2006 | Vincent                    | Andy Goff       |
| 2010 | Lights Out                 | Peter Kay       |
| 2016 | Keep Singing               | Steve Graham    |
| 2016 | Angels on My Side          | Michael Baldwin |
| 2016 | Dance                      | —               |
| 2016 | Pray With Me               | —               |
| 2017 | This Old House             | —               |
| 2018 | Walk Like a Panther        | Dan Cadan       |
| 2018 | Beautiful Life             | —               |
| 2018 | Try                        | —               |
| 2018 | She Makes Me               | Peter Neil      |
| 2019 | Every One of Us            | —               |
| 2020 | Love This Christmas        | —               |